# Віла-Реал
Ві́ла-Реа́л (порт. Vila Real; МФА: [ˈvi.ɫɐ ʁi.ˈaɫ], Ві́ла-Ріа́л, «Королівське Містечко») — муніципалітет і місто в Португалії, в окрузі Віла-Реал. Адміністративний центр округу.  Розташований у північній частині країни, на теренах історичної португальської провінції Трансмонтана. Належить до Віла-Реальської діоцезії Католицької церкви в Португалії. Права міського самоврядування має з 1289 року. Поділяється на 20 парафій. За адміністративним поділом, чинним до 1976 року, був складовою провінції Трансмонтана і Верхнє Дору. Площа муніципалітету — 378,80 км², населення муніципалітету — 51850 ос. (2011); густота населення — 136,88 осіб/км²
. Патрон — святий Антоній. Святковий день муніципалітету — 13 червня. Поштовий індекс — 5000.  Код місцевої адміністративної одиниці — 1714. Складова статистичного регіону Північ.

## Назва
- Віла-Реал (порт. Vila Real, стара орфографія: порт. Villa Real) — сучасна португальська назва.

## Географія
Віла-Реал розташоване на півночі Португалії, на півдні округу Віла-Реал.
Віла-Реал межує на півночі з муніципалітетами Рібейра-де-Пена і Віла-Пока-де-Агіар, на сході — з муніципалітетом Саброза, на півдні — з муніципалітетом Пезу-да-Регуа, на південному заході — з муніципалітетом Санта-Марта-де-Пенагіан, на заході — з муніципалітетом Амаранте, на північному заході — з муніципалітетом Мондін-де-Башту.

### Клімат
Місто знаходиться у зоні, котра характеризується середземноморським кліматом. Найтепліший місяць — липень із середньою температурою 21.5 °C (70.7 °F). Найхолодніший місяць — січень, із середньою температурою 5.8 °С (42.4 °F).
| Клімат Віли-Реал        | Клімат Віли-Реал | Клімат Віли-Реал | Клімат Віли-Реал | Клімат Віли-Реал | Клімат Віли-Реал | Клімат Віли-Реал | Клімат Віли-Реал | Клімат Віли-Реал | Клімат Віли-Реал | Клімат Віли-Реал | Клімат Віли-Реал | Клімат Віли-Реал | Клімат Віли-Реал |
| Показник                | Січ.             | Лют.             | Бер.             | Квіт.            | Трав.            | Черв.            | Лип.             | Серп.            | Вер.             | Жовт.            | Лист.            | Груд.            | Рік              |
| Абсолютний максимум, °C | 17,8             | 22               | 26,1             | 28,1             | 32,2             | 37,5             | 39,8             | 39               | 38,3             | 30,9             | 22,3             | 19,5             | 39,8             |
| Середній максимум, °C   | 9,5              | 11,8             | 14,5             | 16,4             | 19,7             | 25               | 28,7             | 28,7             | 26               | 18,9             | 13,6             | 10,4             | 18,6             |
| Середня температура, °C | 5,8              | 7,7              | 9,5              | 11,3             | 14,1             | 18,6             | 21,5             | 21,3             | 19,4             | 14               | 9,5              | 7                | 13,3             |
| Середній мінімум, °C    | 2,1              | 3,5              | 4,6              | 6,2              | 8,5              | 12,2             | 14,4             | 13,9             | 12,7             | 9                | 5,4              | 3,5              | 8                |
| Абсолютний мінімум, °C  | −6,5             | −6,3             | −3,6             | −2               | 0                | 4                | 7,5              | 6,2              | 2,4              | −0,8             | −3,4             | −5               | −6,5             |
| Норма опадів, мм        | 144.1            | 158.7            | 82.6             | 82.3             | 66.5             | 54.1             | 17.1             | 17.1             | 49               | 116.9            | 110.7            | 174.6            | 1073.7           |
| Днів з опадами          | 14,9             | 14,1             | 13               | 13,8             | 11,9             | 8,5              | 4,6              | 4                | 6,8              | 12,7             | 11,7             | 13,7             | 129,7            |
| ----------------------- | ---------------- | ---------------- | ---------------- | ---------------- | ---------------- | ---------------- | ---------------- | ---------------- | ---------------- | ---------------- | ---------------- | ---------------- | ---------------- |
| Джерело: Weatherbase    |                  |                  |                  |                  |                  |                  |                  |                  |                  |                  |                  |                  |                  |

## Історія
1289 року португальський король Дініш надав Вілі-Реал форал, яким визнав за поселенням статус містечка та муніципальні самоврядні права.

## Населення
| Кількість мешканців | Кількість мешканців | Кількість мешканців | Кількість мешканців | Кількість мешканців | Кількість мешканців | Кількість мешканців | Кількість мешканців | Кількість мешканців | Кількість мешканців | Кількість мешканців | Кількість мешканців | Кількість мешканців | Кількість мешканців | Кількість мешканців |
| ------------------- | ------------------- | ------------------- | ------------------- | ------------------- | ------------------- | ------------------- | ------------------- | ------------------- | ------------------- | ------------------- | ------------------- | ------------------- | ------------------- | ------------------- |
| 1864                | 1878                | 1890                | 1900                | 1911                | 1920                | 1930                | 1940                | 1950                | 1960                | 1970                | 1981                | 1991                | 2001                | 2011                |
| 32 146              | 33 489              | 34 032              | 35 976              | 37 111              | 34 952              | 37 951              | 43 142              | 46 782              | 47 773              | 44 550              | 47 020              | 46 300              | 49 957              | 51 850              |

## Парафії
1. Абасаш

## Освіта
- Університет Трансмонтани і Верхнього Дору

## Міста-побратими
1. – Ешпіню, Португалія (1994)[4]